# تیرماهی ژاپنی
تیرماهی ژاپنی (نام علمی: Navigobius dewa) نام یک گونه از سرده تیرماهی‌های هند دور است.